# Adama (film)
Adama è un film del 2015 diretto da Simon Rouby.